# Inga megaphylla
Inga megaphylla är en ärtväxtart som beskrevs av Poncy och Vester. Inga megaphylla ingår i släktet Inga och familjen ärtväxter. IUCN kategoriserar arten globalt som livskraftig. Inga underarter finns listade i Catalogue of Life.